# Districtul Tazoult
Tazoult este un district din provincia Batna, Algeria.